# Symmorphus glasunowi
Symmorphus glasunowi är en stekelart som beskrevs av Morawitz 1895. Symmorphus glasunowi ingår i släktet vedgetingar, och familjen Eumenidae. Inga underarter finns listade i Catalogue of Life.